# فار کرای ۵
فار کرای ۵ (به انگلیسی: Far Cry 5) یک بازی ویدئویی جهان باز در سبک اکشن-ماجراجویی و تیراندازی اول شخص است که توسط یوبی‌سافت مونترآل ساخته شده و به‌وسیلهٔ یوبی‌سافت در ۲۷ مارس ۲۰۱۸ برای مایکروسافت ویندوز، پلی‌استیشن ۴ و ایکس‌باکس وان منتشر شد. این یازدهمین نسخه و پنجمین عنوان اصلی در مجموعه بازی‌های فار کرای محسوب می‌شود.
فار کرای ۵ در طی نمایشگاه رسانه و تجارت ای۳ ۲۰۱۷ به‌طور رسمی از سوی یوبی‌سافت رونمایی و روند بازی آن به نمایش گذاشته شد. این بازی دارای حالت یک‌نفره و چندنفره است و در رتبه‌بندی پر فروش‌ترین بازی‌های بریتانیا توانست در طی هفته‌های متوالی مقام اول را به دست آورد.

## روند بازی
در این نسخه روند بازی تغییر چندانی نسبت به نسخه‌های قبلی نداشته‌است و تنها نوآوری‌های اندکی در آن مشاهده می‌شود. در این نسخه برای اولین بار بازیکن قادر به شخصی‌سازی شخصیت اصلی می‌باشد و بازی برای جنسیت، سن یا رنگ پوست و لباس پروتاگونیست محدودیتی در نظر نمی‌گیرد. در این نسخه شخصیت اصلی باید خود به تنهایی یا به کمک افراد گروه مقاومت به نقاط مهم تحت کنترل یا ادوات و تجهیزات شخصیت منفی صدمه وارد کند، مناطق مختلف شهر را آزاد کند و امتیاز مقاومت کسب کند. پس از کسب امتیاز مقاومت کافی در منطقه بازیکن باید رئیس (باس) آن منطقه را از بین ببرد. البته بازیباز با مأموریت‌های فرعی نیز می‌تواند امتیازات مقاومت خود را بالا ببرد. بازی در بسیاری از زمینه‌ها بازیکن را آزاد می‌گذارد مثلاً در ابتدای بازی، بازیکن می‌تواند از سه منطقه مهم منطقه هوپخیالی در ایالت مونتانا که حوادث بازی در آن رخ می‌دهد) یکی را انتخاب کند یا در نقشهٔ بازی چند مأموریت اصلی همزمان نمایش داده می‌شوند که بازیکن می‌تواند به هر ترتیبی آن‌ها را پیش ببرد. بازی همچنین پیشبرد مراحل را نیز به عهده بازیکن نهاده و بازیکن می‌تواند با مخفی کاری یا به سبک اکشن مراحل را به اتمام برساند.
سبک مبارزات هم تغییرات زیادی داشته‌است و سلاح‌های سرد در این بازی نقش زیادی دارند؛ بازیکن می‌تواند وسایلی را مانند بیل، لوله آهنی و چوب بیس بال به عنوان سلاح به کار برد.
ماموریت‌های فرعی بسیاری در این نسخه وجود دارند و این مراحل بیشتر شامل کمک به سایر شخصیت‌ها و تسخیر پایگاه‌های دشمن می‌شود. با این حال سری مأموریت‌های فرعی به نام Prepper Stash نیز در این سری وجود دارد که در آن عده ای از مردمان منطقه ثروت و اموال خود را پنهان کرده‌اند و وظیفه بازیکن است تا آن‌ها را بیابد. دستهٔ دیگری از مأموریت‌های فرعی به نام «کلاچ نیکسون» نیز در بازی وجود دارند که به نام رانندهٔ مشهور منطقه هوپ کانتی نام گذاری شده‌اند؛ در این مراحل بازیکن باید با گذر از چک پوینت‌های متفاوت در زمان‌های خاص رکورد جدیدی را ثبت کند.
همانند نسخه فار کرای کهن در این بازی بازیکن می‌تواند حیوانات وحشی را رام کرده و از آنان استفاده کند. ۹ شخصیت فرعی و مکمل در این بازی وجود دارد که هر کدام توانایی و قابلیت منحصر به فردی دارد. بازیکن می‌تواند این شخصیت‌ها را پیدا کند و از آنان در مراحل اصلی کمک بگیرد.

## داستان
جامعه‌ای کوچک در شهرستان خیالی هوپ کانتی در ایالت مونتانا توسط فرقه‌ای تندروی مذهبی مسیحی، که تحت نام پروژهٔ دروازهٔ عدن فعالیت می‌کند تحت کنترل درآمده است و رهبران این فرقه جوزف سید و خواهر و برادر اوست.
پس از آنکه سه فعال مجازی برای نجات هوپ‌کانتی در بلاگ‌هایشان ویدیوهایی به نمایش گذاشتند که ستم‌های دروازهٔ عدن را نشان می‌داد، سرویس مارشال‌های ایالات متحده تعدادی از مأمورانش را برای دستگیری متهمین عازم کرد. این گروه از مارشال کمرون بروک، کلانتر ارل وایتهورس، معاون یکم او، جوی هادسون و معاون دومش که تحت کنترل بازیکن است، تشکیل شده بود. در هلی‌کوپتر و در حالی که عازم هوپ‌کانتی بودند بحثی میان وایتهورس و بروک پیش آمد. وایتهورس معقتد است بهتر است آن‌ها را در این گوشه از کشور به حال خود رها کرد، اما بورک سرسختانه موافق عمل بر اساس قوانین و آزادی‌های ملی است.

پرچم فرقهٔ دروازهٔ عدن (Eden's Gate)

سرانجام هلی‌کوپتر آن‌ها در محوطهٔ کلیسا به زمین می‌نشیند و گروه مأمور شده، در میان خیل عظیم پیروان دروازهٔ عدن از آن بیرون می‌آیند. تنش موجود در گروه پیروان، ترس را در دل گروه می‌اندازد، اما در پیش رو آن‌ها می‌بینند که جوزف به آرامی ایستاده و موعظه می‌کند. با وجود هشدارهایی که کاخ سفید دربارهٔ دستگیری جوزف داده بود، گروه او را دستگیر می‌کنند و همین باعث آشوب‌هایی میان فرقه می‌گردد، اما جوزف آن‌ها را آرام می‌کند و به آن‌ها می‌گوید که می‌دانسته چنین لحظه‌ای برایش رخ خواهد داد و سپس وقتی که اتاق کاملاً خالی شد و تنها خودش و خانواده‌اش حضور دارند با لحنی مرموز می‌گوید که خدا اجازه نمی‌دهد که آن‌ها او را دستگیر کنند.
با این حال به جوزف سید دستبند زده شده و او را در میان محوطه به سمت هلی‌کوپتر می‌برند، با این حال افزایش تنش میان افراد فرقه به وضوح مشخص است و به حدی می‌رسد که مجبور می‌شوند روی آن‌ها اسلحه بکشند. با این حال زمانی که هلی‌کوپتر آن‌ها می‌خواهد پرواز کند، افراد با آویزان شدن از آن موجب سقوط آن و فرار رهبرشان می‌شوند. پس از سقوط هلی‌کوپتر معاون دوم کلانتر در حالی چشمانش را باز می‌کند که افرادش مجروح روی زمین افتاده‌اند و جوزف سید درخواست اعزام نیروهای کمکی از سوی آن‌ها را رد می‌کند و سپس فرستنده را از بین می‌برد. در همین حال به پیروانش دستور می‌دهد تا به آن‌ها حمله کنند و معاون دوم کلانتر پا به فرار می‌گذارد.
پس از این که چند نفر از همراهان معاون کلانتر دستگیر می‌شوند، او به جنگل می‌گیریزد، آن‌هم در حالی که افراد جوزف سید در تعقیبش هستند. او به یک خانه می‌رسد و متوجه می‌شود مارشال بورک هم توانسته بگریزد و در آنجا ملاقاتش می‌کند. آن‌ها در آنجا سلاح‌هایی پیدا می‌کنند و بورک می‌گوید که قصد دارد تا از محدودهٔ شهرستان هوپ خارج شود و با ارتباط رادیویی درخواست نیروی کمکی کند تا بتوانند هم خود را نجات دهند و هم کار سیدها را تمام کنند. سپس برای گریختن آن‌ها چند سربازی که محاصره‌شان کرده‌اند را می‌کشند و سوار یک اتومبیل می‌شوند. بورک پشت فرمان نشسته و معاون کلانتر با شلیک به افراد فرقه سعی در باز کردن راهشان دارد.
با این حال با ازدیاد ایست‌هایی در بین راه قرار دارد، نمی‌توانند به‌طور کامل بگریزند و در نهایت از جاده منحرف شده و از راه درختان جنگلی روی یک پل بر روی رودخانه می‌روند، اما در اینجا پشتیبانی هوایی فرقه، با هدف قرار دادن پل، باعث سقوط آن‌ها در رود می‌شود و کمی بعد افراد فرقه برای بیرون کشیدن آن‌ها از آب و دستگیری آن‌ها به آنجا می‌آیند. وقتی معاون کلانتر هشیاری خودش را به دست می‌آورد که خود و بورک در حال فرار از اتومبیل در حال غرق شدن هستند. هر چند معاون کلانتر می‌تواند کمی جلوتر بر کرانهٔ رود آرام بگیرد، اما از دور می‌بیند که مارشال بورک به دست افراد فرقه می‌افتد. در همین حال یک انسان ناشناس با یک شاتگان می‌آید و معاون را که هنوز گیج است، به دنبال خود می‌کشد. این فرد داچ نام دارد و او را به یک تخت دستبند می‌زند تا تصمیمش را برای آنکه به آن‌ها در نابودی فرقه کمک کند را می‌پذیرد یا خیر. در نهایت داچ به معاون کلانتر اعتماد می‌کند و تجهیزاتی نو و لباس‌هایی که با افراد محلی تفاوتی نداشته باشد را به او می‌دهد و در بخش اول از او می‌خواهد که جزیرهٔ کوچکی که در آن قرار دارند را نجات دهد. پس از آزادسازی جزیرهٔ کوچک داچ، او دیگر درگیر جنگ مسلحانهٔ محلی مردم شهرستان هوپ و فرقهٔ دروازهٔ بهشت شده‌است. این ساکنان محلی شامل کشیش جروم جفریس، یک کهنه‌سرباز جنگ خلیج فارس که الآن سرپرستی کلیسایی را برعهده دارد، ماری می فیرگریو، یک مسئول بار که پدرش در پی آزارهای فرقه خودکشی کرده و نیک رای که هواپیمایی دارد و قصد دارد با پرواز و بمب‌باران مواضع فرقه، آینده‌ای خوب برای فرزندش رقم بزند، می‌شود و معاون کلانتر به تناوب در حین بازی از آن‌ها کمک می‌گیرد تا مردم را علیه فرقهٔ دروازهٔ عدن برانگیزد.

## بازتاب‌ها
فار کرای ۵ در نسل هشتم، از لحاظ فروش تعداد واحد، بهترین عملکرد را در میان بازی‌های این کمپانی از خود ارائه کرده‌است. این بازی پرفروش‌ترین بازی ماه در مارس سال ۲۰۱۸ بود؛ در حالی که تاریخ عرضهٔ آن ۲۷ ماه مارس بود! یعنی ساختهٔ یوبیسافت توانسته بود تنها در سه روز به پرفروش‌ترین بازی ماه تبدیل شود.
| گردآورنده | امتیاز                                 |
| --------- | -------------------------------------- |
| متاکریتیک | (XONE) 82/100 (PS4) 81/100 (PC) 79/100 |

| ناشر                    | امتیاز |
| ----------------------- | ------ |
| دستراکتید               | 7.5/10 |
| اج                      | 6/10   |
| الکترونیک گیمینگ مانثلی | 7.5/10 |
| گیم اینفورمر            | 7.5/10 |
| گیم رولیشن              | 3.5/5  |
| گیم‌اسپات                | 9/10   |
| گیمز ریدار+             | [ ۱۰ ] |
| جاینت بامب              | [ ۱۱ ] |
| آی‌جی‌ان                  | 8.9/10 |
| پولیگان                 | 6.5/10 |